# 維圖列
51°47′53″N 25°9′50″E / 51.79806°N 25.16389°E
維圖列（烏克蘭語：Витуле），是烏克蘭的村落，位於該國西部沃倫州，由卡明-卡希尔斯基区負責管轄，面積0.07平方公里，海拔高度146米，2001年人口311，人口密度每平方公里4,641.79人。